# Gebhard von Graisbach
Gebhard von Graisbach (mort le 14 septembre 1327 près de Pise) est prince-évêque d'Eichstätt de 1324 à sa mort.

## Biographie
Gebhard vient de la famille des comtes de Lechsgemünd-Graisbach (de). Le nom se réfère au château de Graisbach (de), aujourd'hui dans la commune de Marxheim. Il est le dernier de sa lignée.
Il a probablement d'abord étudié à l'université de Bologne. Gebhard von Graisbach est attesté comme chanoine à Eichstätt depuis 1295. En tant qu'évêque, il se range du côté de Louis III de Bavière, provoquant le ressentiment du pape Jean XXII qui l'excommunie. En 1325, il fonde l'abbaye de Weißenburg (de) en Bavière. Gebhard accompagne Louis dans sa campagne d'Italie et, avec Emich de Linange, évêque de Spire, lui accorde l'onction comme roi de Lombardie. Gebhard meurt d'une maladie semblable à la peste devant la ville assiégée de Pise. Il est enterré dans la basilique San Frediano de Lucques, sa tombe n'est plus présente. Dernier de sa lignée, il lègue les châteaux de Gundelsheim et Graisbach à l'évêché.